# Оболенский, Дмитрий Семёнович Щепа
Князь Дмитрий Семёнович Щепа Оболенский — воевода на службе у великого князя московского Ивана III Васильевича. Сын князя Семёна Ивановича Оболенского, одного из воевод великого князя московского Василия Васильевича Тёмного. Родоначальник ветви князей Щепиных-Оболенских. 

## Биография
Воевода, в 1482 году служил в полках в Нижнем Новгороде, для защиты от казанского царя Алегамы. Сын боярский, в 1495 году сопровождал великого князя московского Ивана III Васильевича в его поездке в Великий Новгород. В конце XV века владел землями в Малом Ярославце.

## Дети
- Иван Дмитриевич Золотой-Оболенский († после 1515), воевода
- Семён Дмитриевич Серебряный-Оболенский († 1535), воевода, окольничий и боярин
- Даниил Дмитриевич Щепин-Оболенский — голова (1531).
- Никита Дмитриевич Щепин-Оболенский († 1539) — сын боярский и голова
- Борис Дмитриевич Щепин-Оболенский († после 1544), сын боярский, голова и воевода
- Фёдор Дмитриевич Шафырь Щепин-Оболенский — голова (1531)
- Дмитрий Дмитриевич Щепин-Оболенский († 1535) — голова и воевода